# Trelleborg
Trelleborg è una città svedese di 28 290 abitanti, capoluogo del comune omonimo nella contea della Scania. È la città più meridionale della Svezia e si trova circa 30 km a sud-est di Malmö, a metà strada tra quest'ultima ed Ystad.

## Origini del nome
Nel corso della storia ci sono state innumerevoli teorie sull'origine del nome di Trelleborg. Borg significa castello o fortezza e träl può significare schiavi, ma anche riferirsi alle palizzate presenti attorno alla fortezza vichinga di origine medioevale.
Una teoria fa riferimento a Trelleborg come alla città degli schiavi. Un gruppo di prigionieri e servi, sfruttando l'assenza dei guerrieri vichinghi impegnati nelle loro avventure, diede inizio a una rivolta in un villaggio, che fu messo a ferro e fuoco. La rivolta si spostò nei villaggi limitrofi finché un gruppo nutrito di prigionieri e servi si raccolsero su un'altura in riva al mare. Qui fu costruita una fortezza circondata da palizzate e da un fossato per difendersi dal ritorno dei vichinghi.

## Storia
Trelleborg è una delle città più antiche della contea della Scania, assieme a Lund, Helsingborg, Vä (città da cui nacque Kristianstad) e Åhus.
La costruzione della principale chiesa di Trelleborg, la chiesa di San Nicola, risale alla prima metà del 1200. La chiesa, che si trova ad est della fortezza vichinga, fu ricostruita tra il 1881 e il 1883 sotto la guida dell'architetto Helgo Zettervall. Inoltre, anche un convento francescano, di cui oggi rimangono solamente una parte delle mura, fu fondato nella città tra il 1247 e il 1267.
Uno dei primi riferimenti scritti a Trelleborg risale al 1257, quando la città, assieme a Malmö, fu presentata come dono di nozze della famiglia reale danese al principe svedese Valdemaro. Dopo non molto tempo la città fu riconquistata dai danesi, ai quali appartenne fino al 1658 quando la Skåneland fu ceduta alla Svezia con il trattato di Roskilde.
Durante il periodo medioevale Trelleborg svolse un ruolo molto importante nella pesca e nel commercio delle aringhe. Il mercato era controllato dalla Lega anseatica e rese Trelleborg un'importante città commerciale. Il successo commerciale di Trelleborg non veniva visto di buon occhio dagli abitanti di Malmö, i quali si lamentarono con il re danese Cristiano IV. Nell'aprile 1619 il re Cristiano IV decise che lungo la costa solamente a una città sarebbe stato consentito di continuare le attività commerciali. La città scelta fu Malmö e Trelleborg perse lo status di città commerciale.
Solamente nel 1840 Trelleborg riguadagnò lo status di città commerciale e solamente nel 1867 acquisì lo status di città della Svezia. Tutto questo grazie allo sforzo continuo di alcuni ostinati uomini che portarono continue petizioni al parlamento svedese sin dal 1658.
Sul finire del diciannovesimo secolo, Trelleborg divenne una città industriale. In particolare, nel 1905 fu fondata la Trelleborg AB e nello stesso periodo furono fondate una compagnia di traghetti e altre compagnie legate alle attività portuali, così come la Akzo Nobel Inks (oggi nota come Flint Group Sweden), produttrice di inchiostro per stampa, e la DUX, produttrice di letti. Il 1º maggio 1897 salpò il primo traghetto sulla rotta per Sassnitz, sull'isola di Rügen. Nel 1962 fu inaugurata la linea per Travemünde, mentre con la caduta del muro di Berlino nel 1989 fu inaugurata la linea per Rostock.
Con la riforma del 1971, Trelleborg divenne la sede della omonima municipalità, inclusiva sia delle aree urbane sia delle aree rurali.

## Società

### Evoluzione demografica
Abitanti censiti

## Infrastrutture e trasporti

### Porto
Attualmente Trelleborg è il secondo porto più grande della Svezia, dopo quello di Göteborg, transitando ogni anno più di 10 milioni di tonnellate di prodotti.
Le linee di traghetti sono:
- Trelleborg - Travemünde, servita dalla TT-Line;
- Trelleborg - Rostock, servita dalla TT-Line;
- Trelleborg - Rostock, servita dalla Stena Line;
- Trelleborg - Sassnitz, servita dalla Stena Line;
- Trelleborg - Świnoujście, servita dalla Unity Line;
- Trelleborg - Świnoujście, servita dalla TT-Line.

La linea per Sassnitz serve anche come parte del treno-traghetto Berlin Night Express, che viaggia tra Berlino e Malmö.

## Sport
Il Trelleborgs FF è la principale squadra della città: fondato nel 1926, nel corso della sua storia riuscì a partecipare anche alla Coppa UEFA 1994-1995. Squadre di calcio minori della città sono il l'IFK Trelleborg, fondato nel 1910, e l'FC Trelleborg, fondato nel 2006.
Il Trelleborg HBK è la principale squadra di pallamano della città.